# 남자 3000m 장애물경주 대한민국 기록 추이
남자 3000m 장애물경주 대한민국 기록 추이는 다음과 같다.
| # | 기록        | 차이    | 선수   | 소속     | 날짜           | 대회명                                         | 개최지        | 경기장          | 주석 및 기타                             | 동영상 |
|   | 9분 34초 4  |         | 이복식 | 경상북도 | 1960. 10. 12   | 전국체육대회                                   | 대한민국 대전 | 대전공설운동장  | [ 1 ]                                    |        |
|   | 9분 33초 0  | - 1.4초 | 윤관수 |          | 1967. 10. 07   | 제48회 전국체육대회                            | 대한민국 서울 |                 | [ 2 ]                                    |        |
|   | 9분 32초 8  | - 0.2초 | 조재형 | 한일은행 | 1970. 06. 27/8 | 아시아 경기 대회 파견 육상 선수 최종 선발 대회 | 대한민국 서울 | 서울 운동장     | [ 3 ]                                    |        |
|   | 9분 14초 8  | -       | 김환일 | 건국대   | 1975. 11. 04   | 전국 시도 대항 육상 선수권 대회                | 대한민국 서울 | 서울 운동장     | 종전 9분 23초 1 (아시안게임 조재형 70년) |        |
|   | 9분 10초 4  | -       | 김환일 | 건국대   | 1977. 10. 29   | 제31회 전국 남녀 육상 선수권 대회              | 대한민국 서울 | 서울운동장      | 종전 9분 14초 6                          |        |
|   | 8분 43초 50 |         |        |          |                |                                                |               |                 |                                          |        |
|   | 8분 42초 86 |         | 진수선 | 진로     | 1990. 06. 10   | 제44회 전국 육상 경기 선수권 대회              | 대한민국 서울 | 올림픽 주경기장 | [ 6 ]                                    |        |

## 같이 보기
- 남자 3000m 장애물경주 세계 기록 추이
- 여자 3000m 장애물경주 대한민국 기록 추이
- 여자 3000m 장애물경주 세계 기록 추이